# Karin Mayr-Krifka
Karin Mayr-Krifka (geb. Mayr; * 4. Juni 1971 in Sankt Valentin, Niederösterreich) ist eine ehemalige österreichische Sprinterin.
Sie wurde 45-fache Staatsmeisterin, ist siebenfache Rekordhalterin und gewann eine Bronzemedaille bei Weltmeisterschaften sowie zwei Silbermedaillen bei Europameisterschaften. Seit 2002 ist sie mit dem ehemaligen Sprintläufer Gerfried Krifka verheiratet und hat drei Kinder.

## Sportliche Laufbahn
Bis 1997 war sie vorwiegend für den ULC Linz aktiv, wo sie 1992 den Vereinsrekord über 200 Meter und 1997 den Vereinsrekord über 100 Meter einstellen konnte. Ihre dabei gelaufenen Zeiten von 23,74 s bzw. 11,57 s, sind per Stand 2010 noch aktuelle Vereinsrekorde. Im Februar 1994 stellte sie zusammen mit Sabine Tröger, Sabine Kirchmaier und Doris Auer einen österreichischen Rekord in der 4-mal-200-Meter-Staffel auf (1:37,18 min), fünf Monate später mit Sabine Tröger, Doris Auer und Dagmar Hölbl einen weiteren österreichischen Rekord in der 4-mal-100-Meter-Staffel (44,63 s). Beide Staffelrekorde sind per Stand 2010 noch ungebrochen. 1995 wurde sie Staatsmeisterin im 100-Meter-Hürdenlauf, 1997 gewann sie fünf der sechs Staatsmeisterschaften über Kurzsprint-Distanzen.
Anschließend startete sie für den SV Schwechat und nahm bis 2005 an zwei Olympischen Sommerspielen, sieben Weltmeisterschaften und fünf Europameisterschaften teil. Von 1998 bis 2001 war sie vor allem national erfolgreich und gewann 15 Staatsmeistertitel im Kurzsprint. Im März 2001 stellte sie mit 7,15 s einen neuen österreichischen Hallenrekord über 60 Meter auf, wenige Tage später mit 6,27 s einen weiteren nationalen Hallenrekord über 50 Meter. Auch diese beiden Rekorde sind per Stand 2010 ungebrochen. 
Als sportlicher Höhepunkt ihrer Karriere kann das Jahr 2002 angesehen werden; Sie wurde Staatsmeisterin über 60 Meter Halle, 200 Meter Halle, 100 Meter Freiluft, 200 Meter Freiluft und 4-mal-100-Meter-Staffel, lief mit 11,23 s einen neuen österreichischen Rekord über 100 Meter und erreichte mit 22,81 s über 200 Meter, neuen österreichischen Hallenrekord und zugleich Jahresweltbestleistung. Im März erreichte sie bei den Halleneuropameisterschaften in Wien den zweiten Platz im 200-Meter-Lauf sowie den vierten Platz im 60-Meter-Lauf. Im Juni brach sie den 1977 von Karoline Käfer aufgestellten Freiluftrekord über 200 Meter (23,09 s) mit 22,82 s, den sie im Juli nochmals auf 22,70 s verbesserte. Dieser ist seitdem ungebrochen. Im August erreichte sie bei den Europameisterschaften in München den sechsten Platz im 200-Meter-Lauf.
Bei den 2003 stattfindenden Hallenweltmeisterschaften in Birmingham, sprintete sie auf den fünften Platz im 60-Meter-Lauf. Am 9. August 2003 lief sie mit 11,15 s über 100 Meter, neuen österreichischen Freiluftrekord der Frauen, der per Stand 2023 noch ungebrochen ist. Im selben Jahr gewann sie erneut vier Staatsmeisterschaften im Kurzsprint.
Im März 2004 kam sie bei den Hallenweltmeisterschaften in Budapest auf Platz vier im 200-Meter-Lauf, jedoch wurde die drittplatzierte Anastassija Kapatschinskaja des Dopings überführt und disqualifiziert, weshalb Mayr-Krifka auf deren Platz nachrückte und somit die Bronzemedaille erhielt. Sie war somit nach Stephanie Graf die erst zweite österreichische Sportlerin, die eine Medaille bei Hallenweltmeisterschaften gewinnen konnte. Ebenfalls 2004 wurde sie wieder Staatsmeisterin über 200 Meter Freiluft und mit der 4-mal-100-Meter-Staffel.
2005 errang sie fünf Staatsmeistertitel und gewann bei den Halleneuropameisterschaften in Madrid die Silbermedaille im 200-Meter-Lauf. Im selben Jahr beendete sie aufgrund ihrer zweiten Schwangerschaft ihre Profikarriere, blieb ihrem Verein jedoch als Trainerin erhalten.

## Internationale Bewerbe
- Hallenweltmeisterschaften 1997: Vorlauf über 60 m
- Halleneuropameisterschaften 1998: Halbfinale über 200 m
- Halleneuropameisterschaften 2000: Halbfinale über 60 m
- Olympische Sommerspiele 2000: Vorlauf über 100 und 200 m
- Weltmeisterschaften 2001: Vorlauf über 200 m
- Hallenweltmeisterschaften 2001: Halbfinale über 60 und 200 m
- Europameisterschaften 2002: 6. Platz über 200 und Halbfinale über 100 m
- Halleneuropameisterschaften 2002: 2. Platz über 200 und 4. Platz über 60 m
- Weltmeisterschaften 2003: Viertelfinale über 100 und 200 m
- Hallenweltmeisterschaften 2003: 5. Platz über 60 m
- Hallenweltmeisterschaften 2004: 3. Platz über 200 m
- Olympische Sommerspiele 2004: 18. Platz über 200 und 29. Platz über 100 m
- Halleneuropameisterschaften 2005: 2. Platz über 200 m
- Weltmeisterschaften 2005: Vorlauf über 200 m

## Auszeichnungen
- 2002: Goldener Emil
- 2004: Goldener Emil
- 2005: Goldener Emil
- 2005: Sonderbriefmarke „Karin Mayr-Krifka Leichtathletik“ zum Tag des Sportes
- 2006: ASKÖ-Ehrenring
- 2007: Goldenes Ehrenzeichen der Stadt Schwechat

## Staatsmeistertitel ab 1995
- 1995: Staatsmeisterin über 100 m Hürden
- 1997: Staatsmeisterin über 60 m Halle, 100 m Freiluft, 200 m Freiluft, 4 × 100-m-Staffel und 4 × 200-m-Staffel
- 1998: Staatsmeisterin über 60 m Halle, 200 m Halle, 100 m Freiluft, 200 m Freiluft und 4 × 100-m-Staffel
- 1999: Staatsmeisterin über 60 m Halle, 100 m Freiluft und 4 × 100-m-Staffel
- 2000: Staatsmeisterin über 60 m Halle, 200 m Halle, 100 m Freiluft, 200 m Freiluft und 4 × 200-m-Staffel
- 2001: Staatsmeisterin über 60 m Halle und 200 m Halle
- 2002: Staatsmeisterin über 60 m Halle, 200 m Halle, 100 m Freiluft, 200 m Freiluft und 4 × 100-m-Staffel
- 2003: Staatsmeisterin über 60 m Halle, 200 m Halle, 100 m Freiluft und 200 m Freiluft
- 2004: Staatsmeisterin über 200 m Freiluft und 4 × 100-m-Staffel
- 2005: Staatsmeisterin über 60 m Halle, 200 m Halle, 100 m Freiluft, 200 m Freiluft und 4 × 100-m-Staffel

## Rekorde
- 11,15 s über 100 m Freiluft (9. August 2003)
- 22,70 s über 200 m Freiluft (7. Juli 2002)
- 6,27 s über 50 m Halle (4. März 2001)
- 7,15 s über 60 m Halle (24. Februar 2001)
- 22,70 s über 200 m Halle (2. März 2002)
- 44,63 s über 4 × 100-m-Staffel (4. Juli 1994, zusammen mit Hölbl, Tröger, Auer)
- 1:37,18 min über 4 × 200-m-Staffel (6. Februar 1994, zusammen mit Kirchmair, Tröger, Auer)